# Adrian Zaremba
Adrian Zaremba (ur. 20 stycznia 1992 w Gdyni) – polski aktor teatralny i filmowy.

## Życiorys
Urodził się w Gdyni w 1992. W 2016 ukończył studia w Akademii Teatralnej w Warszawie. W roku akademickim 2014/2015 otrzymał Nagrodę Ministra Kultury i Dziedzictwa Narodowego dla najlepszego studenta. Na małym ekranie zadebiutował w 2013 w polskim telewizyjnym serialu psychologicznym Bez tajemnic, wcielając się w rolę Jeremiego Krawczyka. W 2014 zagrał epizodyczną rolę w Jacku Strongu w reżyserii Władysława Pasikowskiego. W latach 2015–2017 był członkiem zespołu Teatru Narodowego w Warszawie. Występował gościnnie na deskach Teatru Ateneum w Warszawie. W 2015 wcielił się w rolę Tomka w serialu Telewizji Polskiej Dziewczyny ze Lwowa w reżyserii Wojciecha Adamczyka. Rok później Andrzej Wajda obsadził go w roli Tomka w Powidokach. W tym samym roku wystąpił u boku Michaliny Łabacz i Arkadiusza Jakubika w nagradzanej na Festiwalu Filmowym w Gdyni epopei filmowej Wołyń w reżyserii Wojciecha Smarzowskiego. Od 2016 jest asystentem w Akademii Teatralnej w Warszawie.

## Filmografia
| Filmy fabularne     |                      |                                    |
| Rok                 | Tytuł                | Rola                               |
| 2014                | Jack Strong          | kierowca gazika                    |
| 2016                | Wołyń                | Antek                              |
| 2016                | Powidoki             | Tomek                              |
| 2018                | Kler                 | wikary Jan                         |
| 2018                | 303. Bitwa o Anglię  | Gabriel Horodyszcz                 |
| 2021                | Wesele               | klawiszowiec                       |
| 2021                | Lokatorka            | Piontek                            |
| Seriale telewizyjne |                      |                                    |
| 2013                | Bez tajemnic         | Jeremi (seria III)                 |
| 2014                | Ojciec Mateusz       | Tomek Michalski (odc. 150)         |
| 2015–2018           | Dziewczyny ze Lwowa  | Tomek, narzeczony Oli (odc. 3–38)  |
| 2016                | Bodo                 | Zbigniew Sawan (odc. 7-8)          |
| 2017                | Belfer               | Patryk Dobosz (seria II, odc. 1-3) |
| 2018                | Drogi wolności       | Szymon Hasefer                     |
| 2019–2021           | Na dobre i na złe    | Jorge Larsson                      |
| 2020                | Dom pod Dwoma Orłami | Karl                               |
| od 2021             | Tajemnica zawodowa   | stażysta Michał Różański           |
| 2024                | Niepewność           | Michał Wereszczaka, brat Maryli    |